# Víctor Hugo Lorenzón
Víctor Hugo Lorenzón (* 22. Mai 1977 in Buenos Aires) ist ein nicht mehr aktiver argentinischer Fußballspieler im defensiven Mittelfeld.

## Karriere
Der gebürtige Argentinier begann seine Karriere beim argentinischen Fußballclub CA Platense. Danach spielte er für CA Cipoletti, Provincial Osorno, Deportivo Quito, The Strongest, Defensores de Belgrano, San Lorenzo und für Fortuna Düsseldorf, bevor er zu Rot-Weiss Essen wechselte. Da Rot-Weiss Essen in der Saison 2006/2007 aus der zweiten Bundesliga abstieg, wechselte Víctor Hugo Lorenzón zum FC Carl Zeiss Jena. Dort konnte er sich in der Hinrunde nicht durchsetzen und sein Vertrag wurde in der Winterpause aufgelöst. Im Januar 2008 wechselte er zum Wuppertaler SV Borussia. Zwei Jahre später beendete er seine Fußballkarriere.